# Zélée (canonnière)
Pour les articles homonymes, voir Zélée (homonymie).

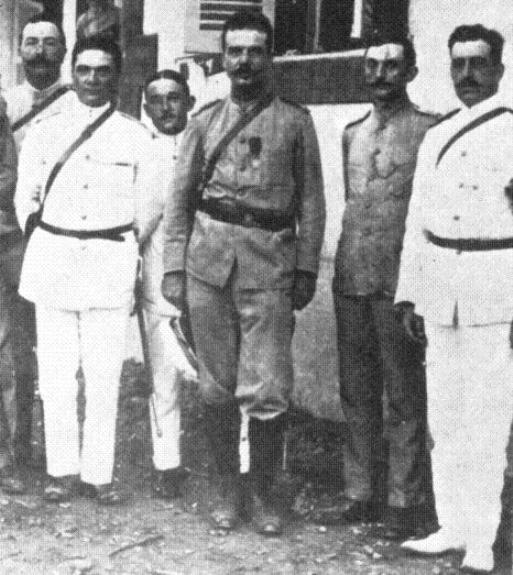
Le lieutenant de vaisseau Destremau (au centre) et son état-major.

La Zélée était une canonnière française lancée en 1899 et coulée en 1914 durant la bataille de Papeete.

## Historique

### Construction et lancement

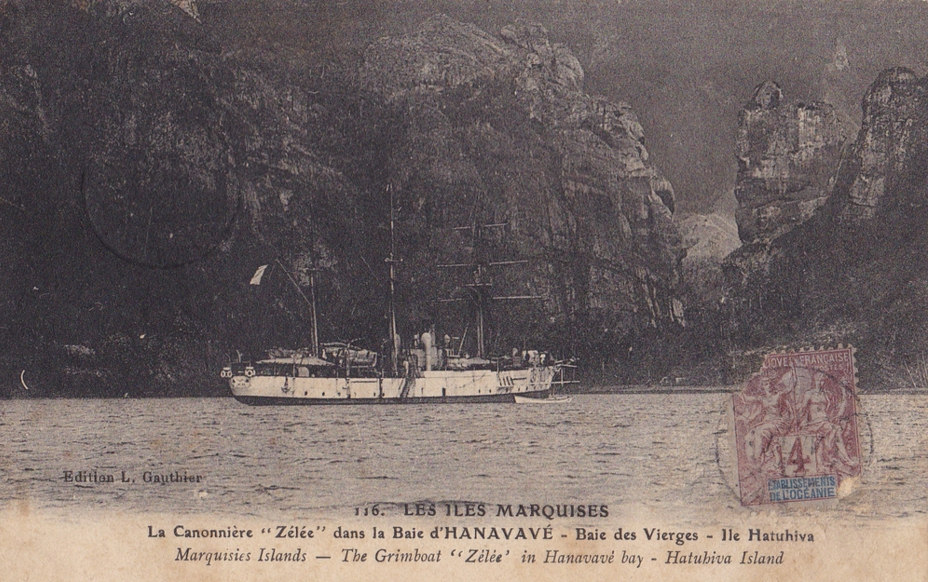
La canonniere Zélée en 1910.

La Zélée a été construite dans l'arsenal de Rochefort sous la direction de l'ingénieur de marine Bertrand à partir de plans de Jacques-Augustin Normand. L'ordre de mise en chantier a eu lieu le 21 avril 1898, la mise à l'eau le 18 octobre 1899 et la finalisation de l'armement s'est faite le 28 juillet 1900.

### Première guerre mondiale
En 1914, au moment de la déclaration de guerre, elle mouillait à Papeete sur Tahiti. En prévision des attaques ennemies, Maxime Destremau qui commandait la canonnière avait décidé de la désarmer et de monter les canons sur la colline Faiere où était établi le poste de commandement. De même, les mitrailleuses présentes à bord avaient été montées sur des automobiles afin de disposer d'une brigade d'intervention mobile en cas de débarquement allemand.
Il est aussi prévu dans le cas d'une attaque, de couler la canonnière dans la rade de Papeete afin d'empêcher les croiseurs allemands Scharnhorst et Gneisenau de s'y ravitailler en charbon.

### Bataille de Papeete
Le 22 septembre 1914, deux croiseurs allemands entrent dans le port de Papeete. Ils bombardent et coulent la canonnière et endommagent les fortifications et des bâtiments de la ville.